# يوحنا الثامن باليولوج
يوحنا الثامن باليولوج (18 ديسمبر 1392 - 31 أكتوبر 1448) كان إمبراطوراً بيزنطياً حكم من 1425 حتى وفاته سنة 1448.

## حياته
ولد يوحنا الثامن بالقسطنطينية في 16 ديسمبر سنة 1392 وهو الابن الأكبر للإمبراطور مانويل الثاني من زوجته الصربية هيلينا دراجس,وقد عهد إليه والده بولاية العهد سنة 1416, وبعد وفاة والده سنة 1425 أصبح يوحنا إمبراطور القسطنطينية.
في سنة 1422 -أثناء ولايته للعهد- أضطلع بمهام الدفاع عن القسطنطينية أثناء حصار السلطان مراد الثاني لها.
كما اضطر إلي قبول تنازل أخيه أندرونيكوس لسالونيك للبندقية مقابل مساعدتهم العسكرية ضد العثمانيين.
وقد سافر الإمبراطور إلى روما لزيارة البابا يوجين الرابع وأكد على قبوله بمبدأ وحدة الكنيسة الأرثوذكسية والكنيسة الكاثوليكية,وقد تمت المصادقة على هذه الوحدة في مجمع فلورنسا سنة 1439 والذي حضره يوحنا و 700 من أتباعه من بينهم بطريرك القسطنطينية جوزيف الثاني، وقد فشلت الوحدة نتيجة معارضة شعب القسطنطينية لها وتمسكهم بكنيستهم الأرثوذكسية.
وقد قام يوحنا الثامن بتعيين أخيه قسطنطين الحادي عشر وليا للعهد، وكان قسطنطين قد حكم الإمبراطورية كوصي على العرش ما بين سنة 1437-1439 م أثناء زيارة أخيه للغرب. وقد واجه هذه التعيين معارضة من أخيه الأصغر ديميتريوس باليولوج إلا ان والدتهم هيلينا دراجس استطاعت أن تنقذ الموقف وتم تأمين العرش لقسطنطين بسلام.

## زيجاته

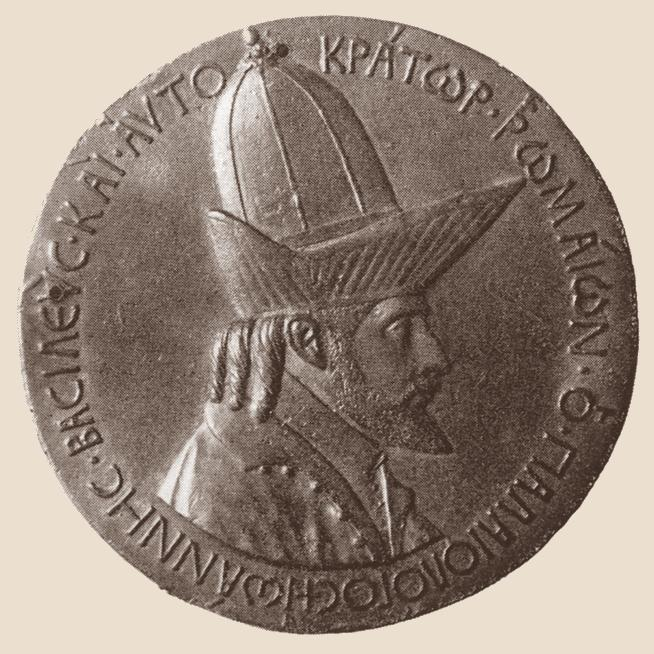
ميدالية صنعت خصيصا للإمبراطور يوحنا الثامن أثناء زيارته لفلورنسا سنة 1436 وهي من صنع الفنان بيسانيلو ونقش عليها"" يوحنا باليولوج ملك وإمبراطور الرومان""

تزوج يوحنا الثامن 3 مرات، المرة الأولى كانت من آنا الموسكية ابنة باسيل الأول أمير موسكو، وماتت سنة 1417 نتيجة إصابتها بوباء الطاعون واستمر زواجهما 3 سنوات، ولم ينجبا.
المرة الثانية تزوج من صوفيا دي مونتفيريت وقد رتب والده مانويل الثاني لهذه الزيجة، ولم يكن يوحنا سعيدا بزواجه منها فطلقها بعد مرور سنة من توليه العرش سنة 1426 حيث ماتت صوفيا بعد 80 يوما.
المرة الثالثة تزوج من ماريا ابنة ألكسيوس الرابع إمبراطور طرابزون,وماتت بالطاعون في شتاء سنة 1439 م.
ولم ينجب يوحنا الثامن من زيجاته الثلاث.

## التصوير في الفن
تم تصوير جون الثامن باليولوجوس من قبل العديد من الرسامين بمناسبة زيارته لإيطاليا، ولعل أشهر صوره هي تلك التي رسمها بينوزو جوزولي على جدار ماجى تشابل في البلازو ميديكى ريكاردو ميديشي-ريكاردي بالاس في فلورنسا. ووفقاً لبعض النظريات، ربما تم تصوير يوحنا الثامن في بييرو ديلا فرانشيسكا بييرو ديلا فرانشيسكا. وتظهر صورة يوحنا في مخطوطة بدير سانت كاترين في شبه جزيرة سيناء.

## معرض الصور

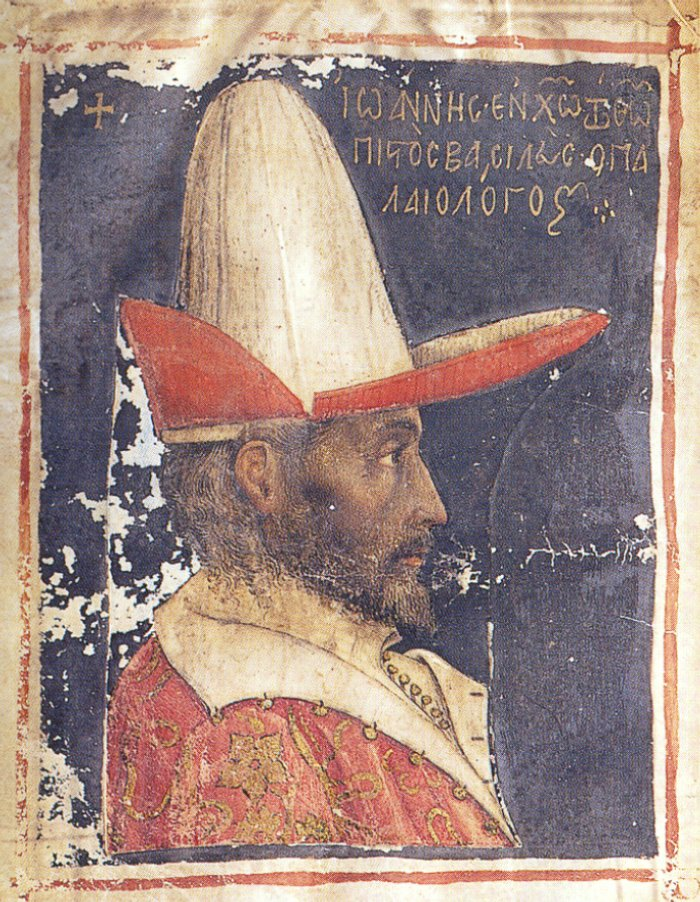
صورة لجون الثامن بالايولوجوس من مخطوطة في دير سانت كاترين 1440
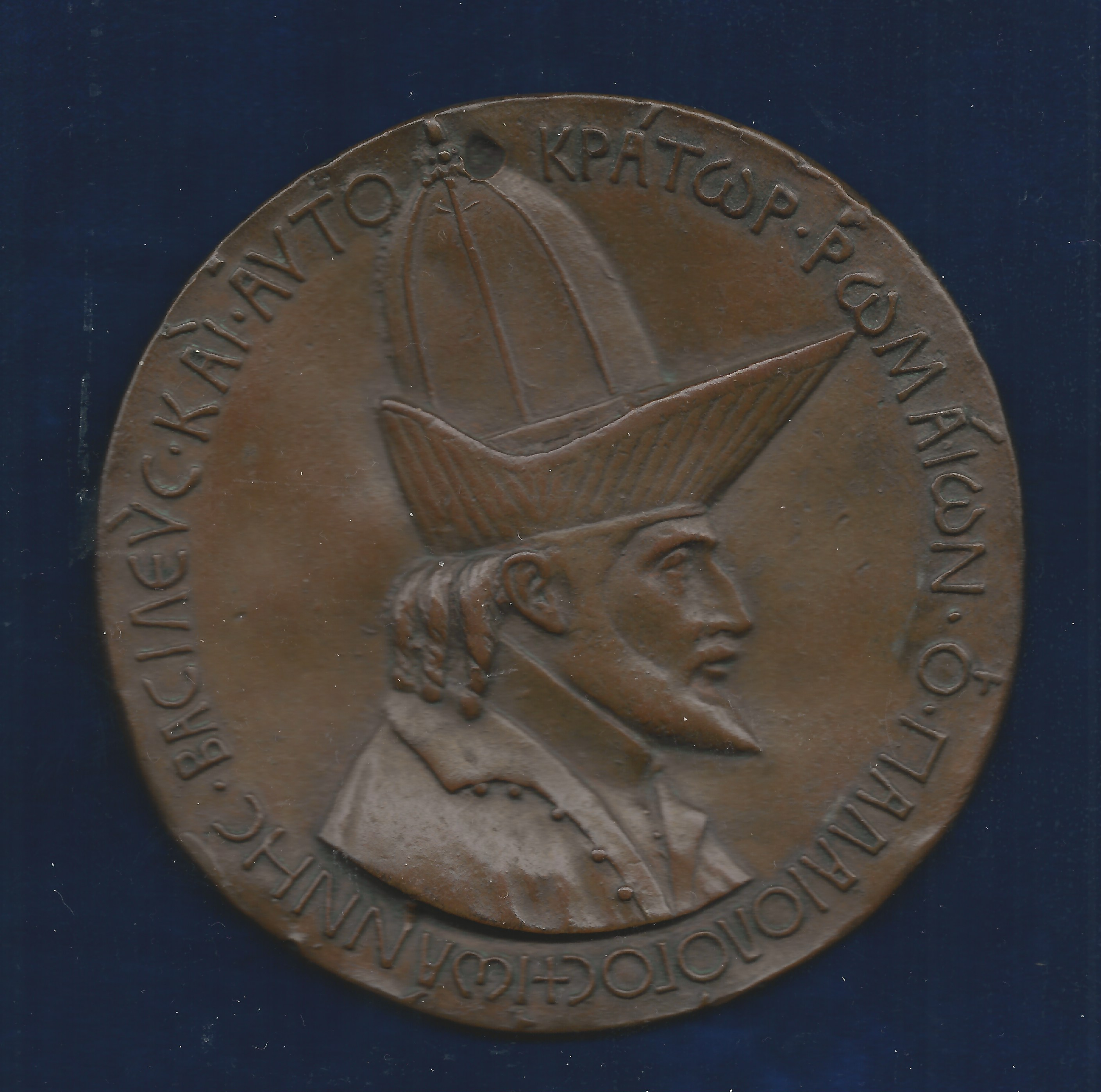
بالايولوجوس من مخطوطة في دير سانت كاترين 1440
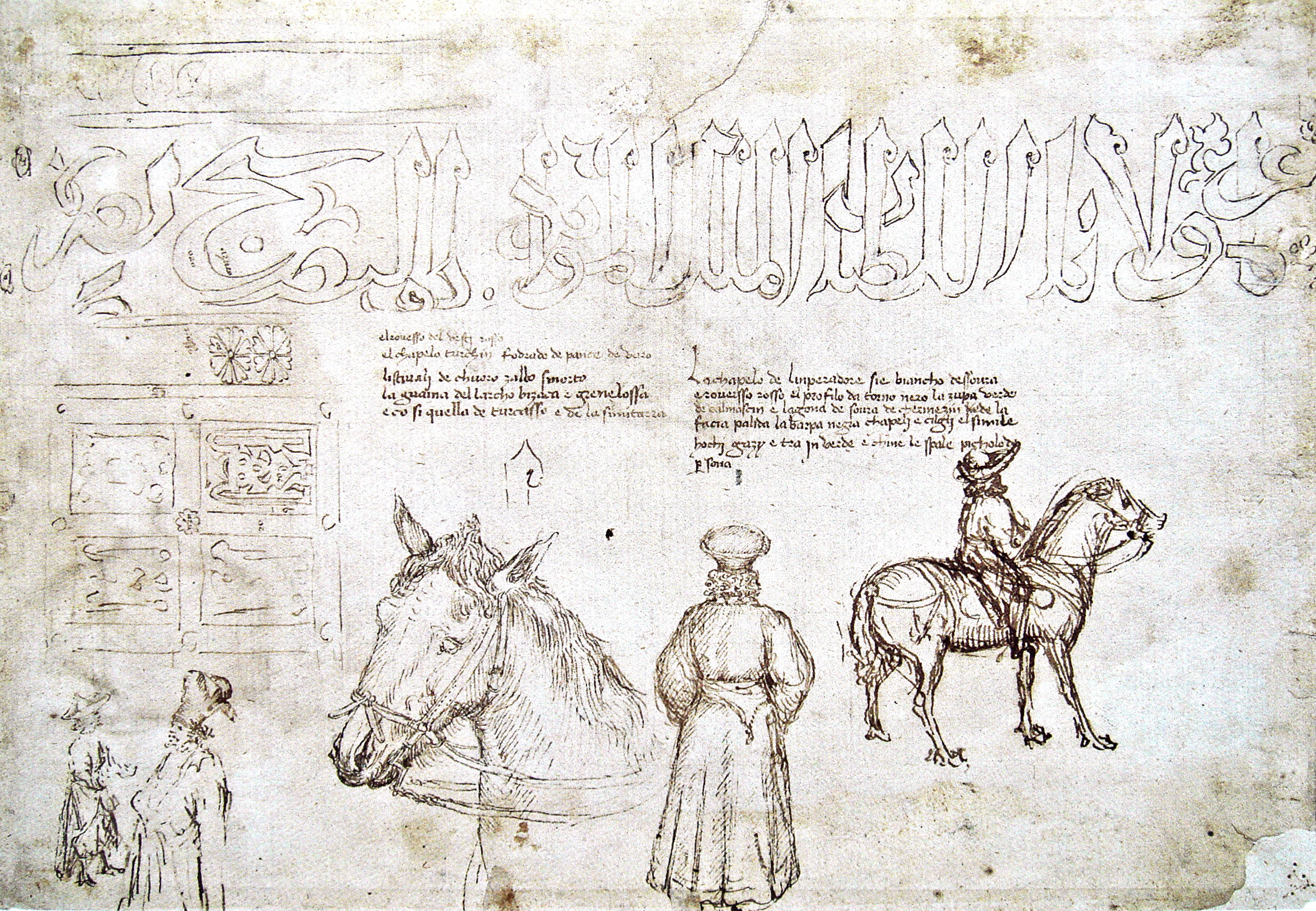
رسومات لجون الثامن بالايولوجوس خلال زيارته لمجلس فلورنسا في عام 1438، بقلم بيزانيلو
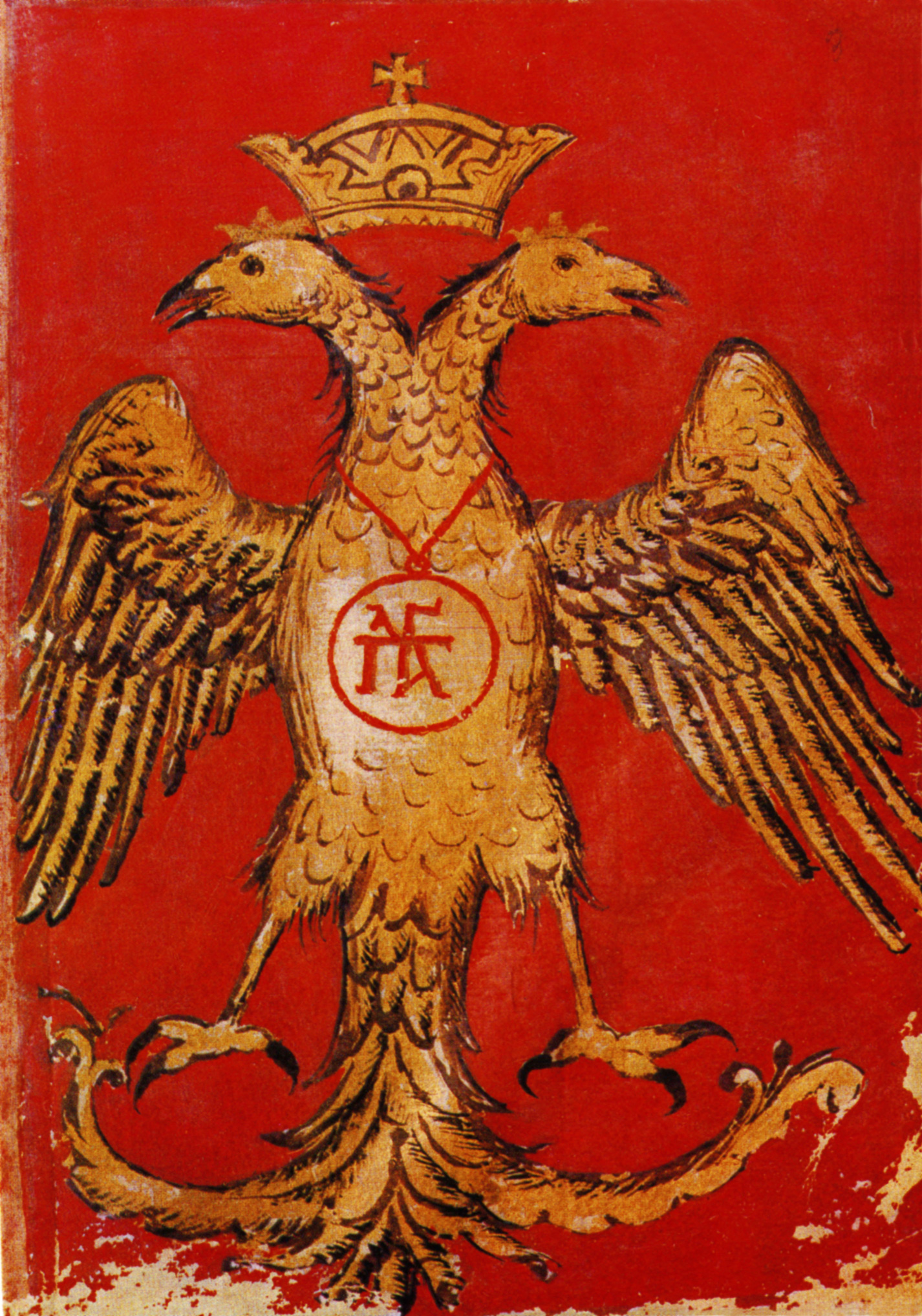
جهاز للإمبراطور يوحنا الثامن باليولوجوس، يضم النسر ذي الرأسين مع السمبليما (عائلة سيفر) من سلالة باليولوجوس
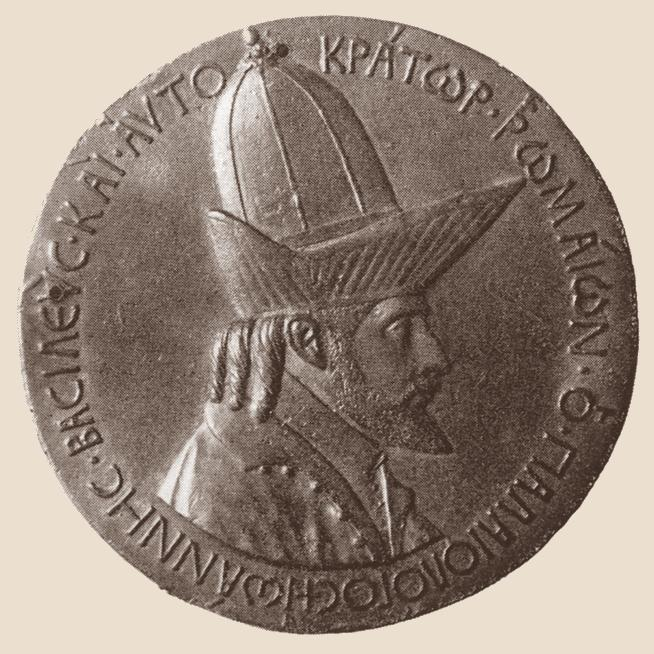
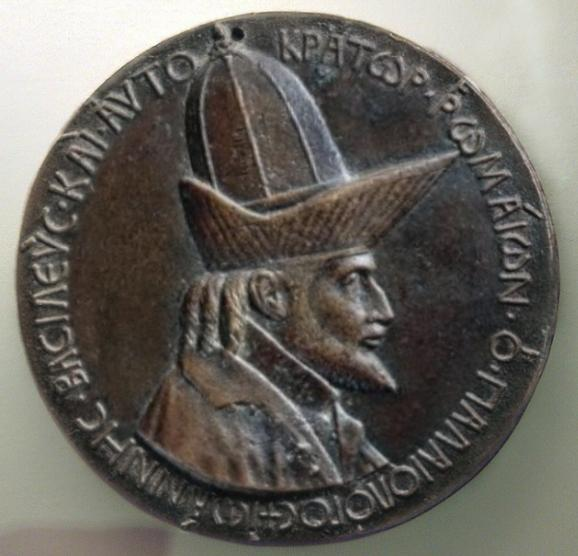
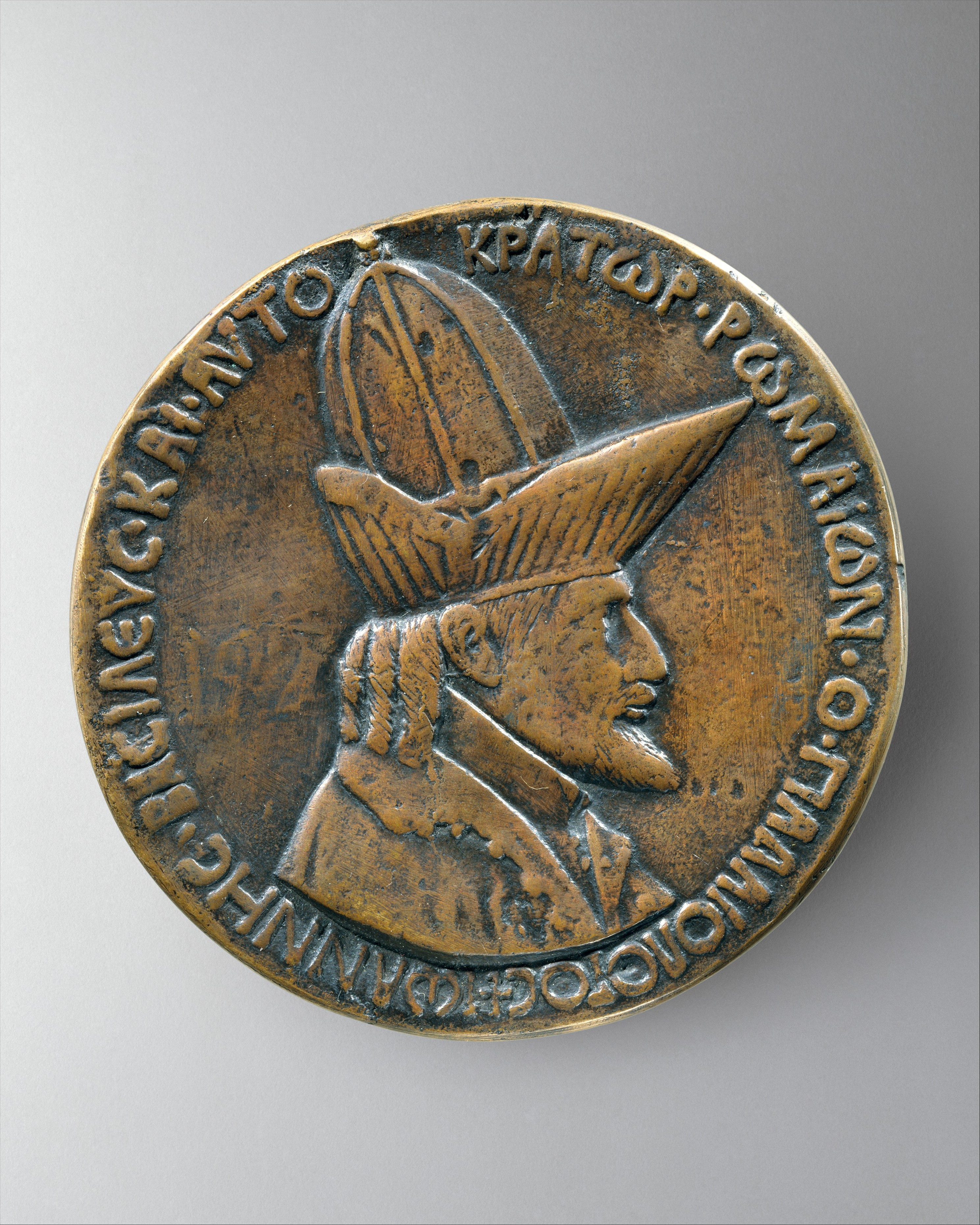